# Água Feliz

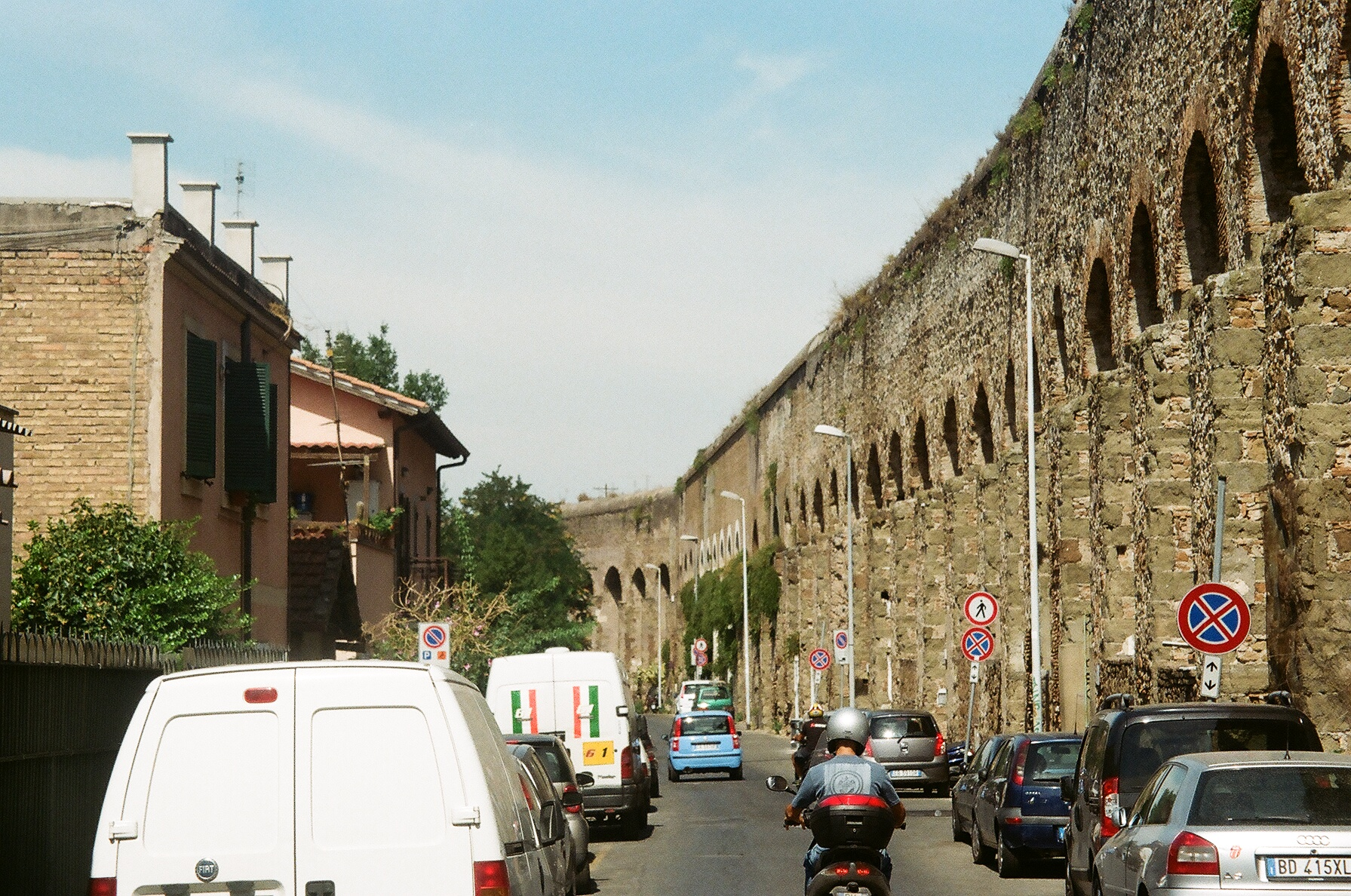
Os arcos da Água Feliz na Via Mandrione.

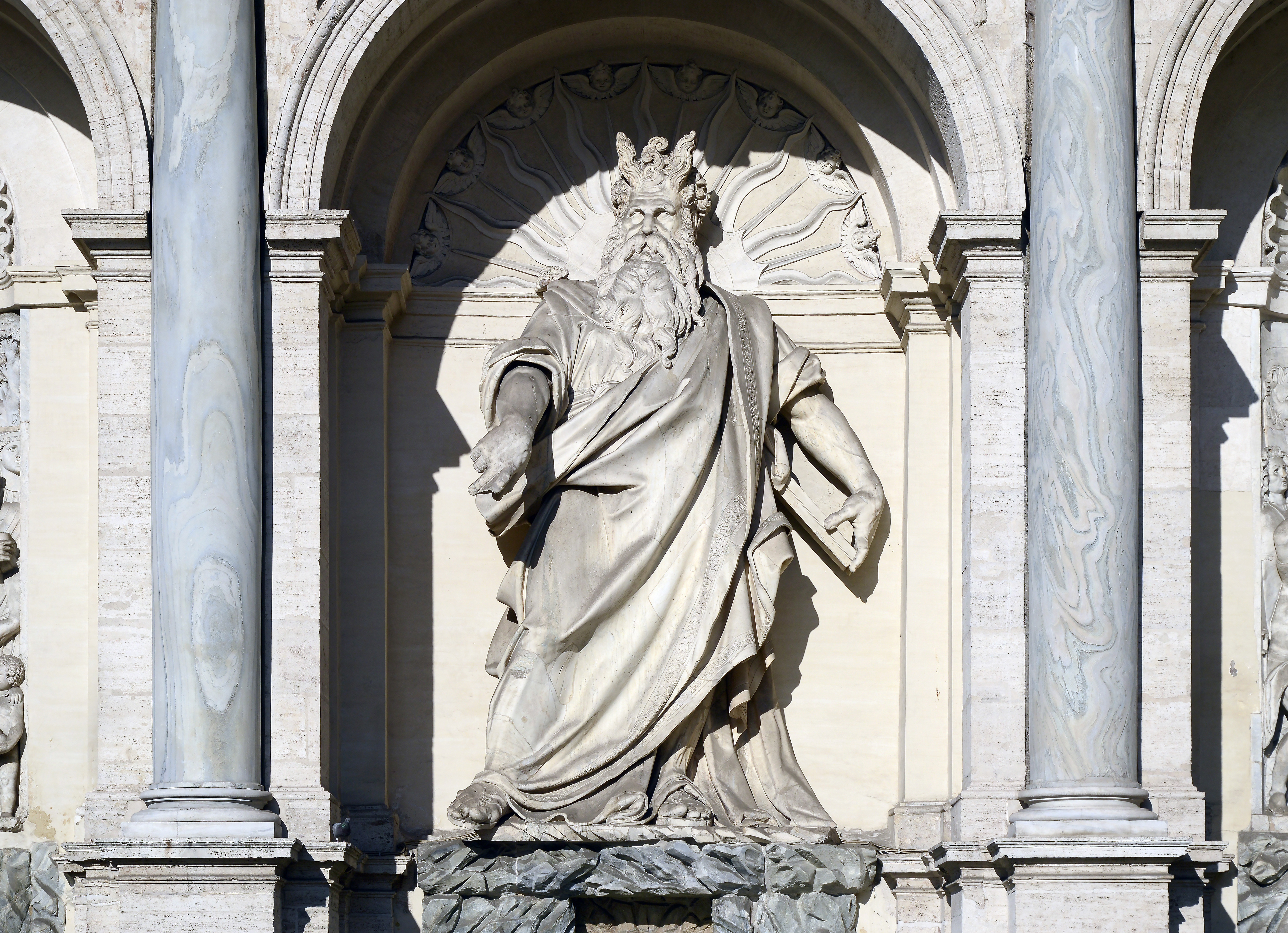
Moisés, na Fontana dell'Acqua Felice, a mostra no final da Água Paula.

Água Feliz (em italiano:  Acqua Felice) é um dos aquedutos de Roma, completado em 1586 pelo papa Sisto V, cujo nome de batismo era Felice Peretti. Foi o primeiro aqueduto romano posterior ao final do Império Romano e sua fonte era o Pantano Borghese, nos arredores da Via Casilina. 

## História
Dos seus 24 quilômetros de comprimento, treze são subterrâneos, um trecho no qual reaproveita o canal da antiga Água Alexandrina, alternando depois para os arcos da Água Cláudia e da Água Márcia por onze quilômetros até a chegada em seu terminus na Fontana dell'Acqua Felice no monte Quirinal, num dos lados da Strada Pia (moderna Via del Quirinale). O engenheiro foi Giovanni Fontana, irmão do arquiteto-engenheiro de Sisto, Domenico Fontana, que contou que, no mesmo dia que entrou no Palácio de Latrão, o novo papa decidiu trazer novamente água para as colinas de Roma, que, desde que os aquedutos foram destruídos, no século VI, sofriam com a falta d'água e praticamente só abrigavam mosteiros. A partir da fonte, que Sisto comprou, havia um desnível muito pequeno e obra exigiu a construção tanto de canais subterrâneos quanto elevados em arcos. A obra acabou em dezoito meses e ocorreu ao mesmo tempo que Sisto mudava o planejamento urbano da cidade. Em outubro de 1586, a água já estava correndo em sua Villa Montalto e, em 1589, já alimentava nada menos que 27 fontes públicas.
A Fontana dell'Acqua Felice (de Domenico Fontana, 1587), com seus três arcos, comemorava a chegada de uma nova fonte de água à Roma: "o que transforma uma fonte numa 'mostra' não é essencialmente seu tamanho ou esplendor, mas a indicação específica de que uma determinada fonte é um memorial público da conquista realizada por um aqueduto". "Já no século XVII, esta fonte era considerada de muito mau gosto ('pessimo stile')", relatou Siegfried Giedion "e é inconcebível que tamanha mediocridade fosse possível apenas duas décadas depois da morte de Michelangelo". Seu ático desproporcional, pouco mais do que um outdoor para a inscrição triunfal, sofre por causa de uma teatralidade plana pouco balanceada; suas proporções podem ser comparadas, desfavoravelmente, com as do Arco Scalette, de Vicenza, construído em 1576, provavelmente com base num projeto de Andrea Palladio.
As alegorias são teimosamente bíblicas, sem quaisquer alusões ao classicismo pagão, promovendo o papa que mandou demolir o Septizônio para abrir espaço para suas avenidas, cujo objetivo era ligar os grandes monumentos de Roma, às grandes basílicas de peregrinação de Roma. 